# 法官助理

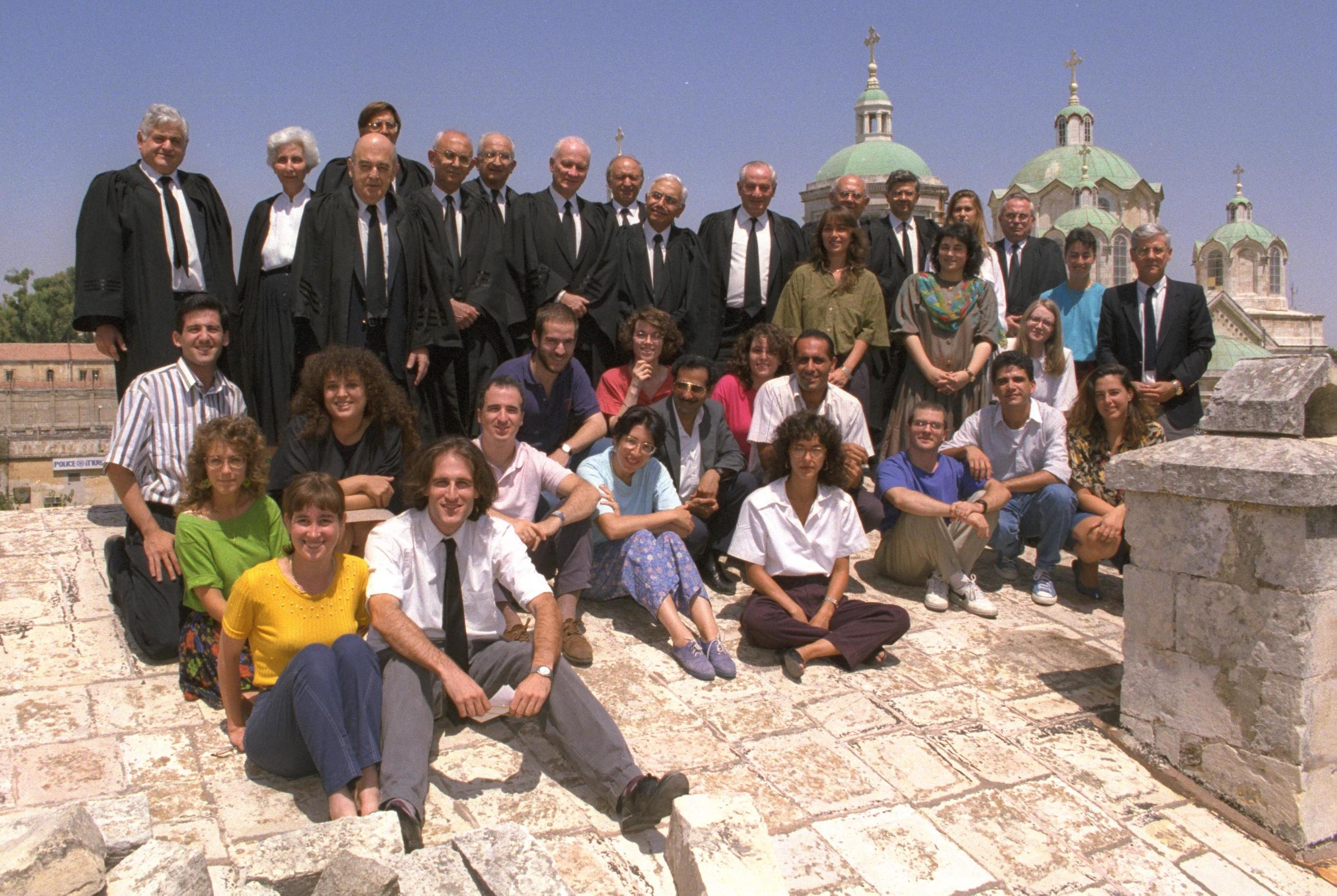
以色列最高法院的法官與法官助理合影。

法官助理是協助法官在訴訟過程中整理資料、研究法律問題的人員。

## 各地制度
各國法官助理制度略有不同，下文以中華民國與美國為例介紹：

### 中華民國
中華民國現行法官助理制度規定在《法院組織法》中，工作內容是「承法官之命，辦理案件程序之審查、法律問題之分析、資料之蒐集等事務。」法官助理屬約聘人員，一年一聘。
法官助理制度從1998年開始實施，最初僅設於最高法院。後來，高等法院與地方法院也設置了法官助理。法官助理協助法官整理卷宗、證物等資料，辦理事前審查、法律資料蒐集與分析，也處理一些行政事務。
截至2022年5月，中華民國共有1,069名法官助理與2,127名法官，最高司法機關司法院的規劃中，要讓每一名法官都能配置一名法官助理。

### 美國
美國的法官助理稱為「律政書記」（law clerk），是司法裁判過程中法官的重要協助者。其制度始於19世紀末期，一開始只在聯邦最高法院設置，1920年代聯邦巡迴上訴法院普遍已經設置。到了2000年代，聯邦地方法院、各州法院等各審級，多已設置律政書記。:126-127
1名法官配置1至4名律政書記。律政書記的工作多樣、繁重，包含：替法官研究法律問題並提出意見、整理訴訟案件的事實與爭點、製作彙整完備的備忘錄（memorandum）給法官、編輯裁判原本、聯繫當事人律師安排預審會議（pretrial conference）、聲請案件的開庭（motion hearing）與正式公判時程（trail schedule）等。:127
律政書記多為剛畢業的法學院學生，工作為期1至2年，部分州法院則是設置職業律政書記職位。在美國，律政書記職缺競爭激烈，往往是優秀的法律系學生擔任（例如成績優異，及編輯過法學論叢），其工作經歷也對日後職涯有所助益。:127